# علياء موسى
علياء موسى (بالإنجليزية: Alia M. Ludlum)‏ هي قاضية ومحامية أمريكية، ولدت في 6 يناير 1962 في إيغل باس في الولايات المتحدة.